# Жосани (Хунедоара)
Жосани (рум. Josani) насеље је у Румунији у округу Хунедоара у општини Пестишу Мик. Oпштина се налази на надморској висини од 263 m.

## Историја
Према државном шематизму православног клира Угарске 1846. године у месту је живело 73 породице, са придодатим 40 из филијале Тел Пештеш. Православни парох је био тада поп Михаил Поповић.

## Становништво
Према подацима из 2002. године у насељу је живело 212 становника, од којих су сви румунске националности.